# Sony Xperia E3
O Sony Xperia E3 é um smartphone desenvolvido e fabricado pela Sony Mobile Communications. Foi lançado em 3 de setembro de 2014 no quadro da IFA 2014.

## Especificações
O Sony Xperia E3 possuí um processador Quad-core 1.2 GHz Cortex-A7 e vem equipado com 4GB/1GB de  armazenamento interno.